# Ободно черво
Ободното черво (на латински: colon) е елемент на храносмилателната система при повечето гръбначни, основна част на дебелото черво. В него протича подпомагана от бактерии ферментация на неусвоения хранителен материал, като от него се извлича вода и сол. При бозайниците ободното черво се състои от няколко части:
- Възходящо ободно черво (colon ascendens)
- Напречно ободно черво (colon transversum)
- Низходящо ободно черво (colon descendens)
- Сигмовидно ободно черво (colon sigmoideum)
- Ректум (Rectum)
- Флексура хепатика (дясна извивка)
- флексура лиеналис (лява извивка)